# Daniel Savary
Pour les articles homonymes, voir Savary.
Daniel Savary, né à Salles le 1er février 1743 et mort à Mauzé-sur-le-Mignon le 22 novembre 1808,, est un contre-amiral de la Marine française.

## Biographie
Orphelin à 4 ans, il est élevé par un oncle. À 18 ans, il s’embarque de lui-même sur un vaisseau de commerce pendant 18 mois à Saint-Domingue. De retour en France, il obtient du service sur la flotte royale de 1761 à 1764. La paix étant revenue en 1763, il entre au service de la Compagnie des Indes qui l’emmènera, de 1765 à 1780, d’Amérique en Chine, en passant par les Indes. La France étant à nouveau en guerre, il embarque dans l'escadre de Suffren, qui appareille en 1781 pour combattre les Anglais dans l'océan Indien. Il est blessé à la bataille de Sadras en février 1782, mais n'en poursuit pas moins la campagne, recevant les éloges de Suffren pour sa conduite à la bataille de Trinquemalay.
Il devient lieutenant en 1791. Après des commandements à Toulon et à Rochefort, il est nommé lieutenant de vaisseau le 1er mai 1786, capitaine de vaisseau en 1793, puis chef de division en 1798. En 1793, commandant la frégate la Capricieuse, il concourt de façon remarquée à la défense de Nantes, Saint-Nazaire et Paimbœuf contre les insurgés vendéens : « L’équipage de la frégate La Capricieuse, et principalement le capitaine Savarry (sic) qui la commande, ont rendu le plus grand service ; leurs fréquentes sorties ont partout intimidé l’ennemi et ont beaucoup contribué à purger cette côte. » La Convention décréta qu'il avait bien mérité de la patrie.
Le 6 août 1798, il dirige une petite escadre formée des frégates Franchise, Médée et Concorde qui réussit à quitter Rochefort et à déjouer la surveillance britannique pour arriver le 22 août 1798, avec environ 1 000 soldats français commandés par le général Humbert dans le nord-ouest de l'Irlande, à Kilcummin dans le comté de Mayo où débuta l'Expédition d'Irlande (1798).
En 1802 il commande le vaisseau Le Héros, qui ramène Toussaint Louverture à Brest. C'est à lui que le "Premier des Noirs" déclara, en montant à son bord, « En me renversant, on n'a abattu à Saint-Domingue que le tronc de l'arbre de la liberté des noirs ; il repoussera parce que les racines en sont profondes. » Il fut fait contre-amiral le 23 juillet 1802.
Il avait épousé Françoise Busseau. Il eut quatre fils, dont André Daniel (1791-1860), chef de bataillon du génie,,. Le second, Joseph, fut lieutenant de vaisseau ; c'est à lui, alors aspirant, que René Caillié dut de pouvoir s'embarquer en 1816 pour le Sénégal,. Le troisième mourut en 1822, alors qu'il venait d'être reçu docteur en médecine et le quatrième, Gustave, fut magistrat, juge d'instruction à Rochefort,.

## Distinctions et hommages
- 1789 : chevalier de Saint-Louis[12]
- 1804 : commandeur de la Légion d'honneur[13]
- Une île située au nord ouest de Vancouver (49° 56′ N, 124° 48′ O) porte son nom.
- La rue où il a habité les dernières années de sa vie, à Mauzé-sur-le-Mignon, est dénommée rue du Contre-amiral Savary depuis 1862[9].